# ASG Vorwärts Dessau
ASG Vorwärts Dessau is een Duitse voetbalclub uit Dessau-Roßlau, Saksen-Anhalt.

## Geschiedenis
In 1974 besloot de legersportvereniging Vorwärts om ASG Vorwärts Leipzig te verhuizen naar Dessau. Op 4 september 1974 werd dan Armeesportgemeinschaft (ASG) Vorwärts Dessau opgericht dat in seizoen 1974/75 de plaats van Leipzig in de DDR-Liga overnam. De club speelde van 1974 tot 1991 ononderbroken in de DDR-Liga en eindigde vaak boven stadsrivaal Motor Dessau. De club eindigde vaak in de top drie en had voor een legersportclub een groot aantal toeschouwers.
In 1976 en 1984 werd de club kampioen en nam deel aan de eindronde om promotie naar de DDR-Oberliga maar slaagde er niet in te promoveren.
Na de Duitse hereniging werd de legersportvereniging ontbonden en werd de club een burgerclub die de naam SG Dessau 89 aannam. Op 20 juni 1990 werd besloten de naam te wijzigen in FC Anhalt Dessau. Tot 1998 speelde de club in de Oberliga Nordost, eerst de derde en vanaf 1994 de vierde klasse. Na één seizoen promoveerde de club weer. Na twee seizoenen degradeerde Anhalt opnieuw, maar kon ook nu de afwezigheid in de Oberliga tot één seizoen beperken.
Nadat de club zich eerst een seizoen redde moest de club zich in december 2003 terugtrekken uit de competitie wegens faillissement. Het elftal ging voor SV Stahlbau Dessau spelen. De spelers waren echter niet tevreden met hun nieuwe club en op 12 april 2005 richtten ze een nieuwe club op met de historische naam ASG Vorwärts Dessau. De afkorting ASG staat nu wel niet meer voor Armeesportgemeinschaft, maar voor Anhaltische Sportgemeinschaft. De club promoveerde inmiddels van de Kreisklasse naar de Landesklase.

## Bekende (ex-)spelers
- Jörg Wunderlich